# Градината на земните удоволствия
„Градината на земните удоволствия“ е триптих от брабантския художник Йеронимус Бош. Завършена през 1504 г. и считана за най-известната му творба. Триптихът изобразява сътворението на Света и проникващия сред хората грях. Понастоящем е изложен в музея „Прадо“ в Мадрид, Испания.
„Градината на земните удоволствия“ е произведение с маслени бои върху дървени панели. Централната част е с размери 220 на 195 cm, а двете крила – 220 на 95 cm. Въпреки че този формат е стандартен за излагане в църквите, най-вероятно триптихът е изработен за благородническа фамилия.
- Затворените крила (екстериорът)
- Ляво крило: Земният рай (Едемската градина)
- Централна част: Градината на земните удоволствия (Ecclesia's Paradise)
- Дясно крило: Адът

## Екстериор
Когато двете малки крила са затворени, триптихът изобразява Земята, огряна от проникващите между буреносните облаци слънчеви лъчи, представена като плосък диск. Картината изобразява излизащи от земята странни форми на живот. Извън небето, в горния ляв ъгъл, се забелязва и малко изображение на Господ.

## Интериор

### Едемската градина – Ляво крило
Лявото крило на триптиха изобразява Едемската градина, Дървото на познанието и Господ (като Исус), представящ Ева и Адам.
Тук са изобразени последните три дни от Сътворението на света. Небето и Земята произвеждат наяве десетки живи същества, сред които може да се видят жираф, слон и митически зверове, подобие на еднорог. В центъра на композицията се повдига Източникът на живота – високо, тънко, розово съоръжение, напомнящо на готически табернакъл, украсен с резба. Светещи в тинята скъпоценни камъни, така също и фантастични зверове, вероятно основани на средновековните представи за Индия, пленяваща със своите чудеса въображението на европейците от времената на Александър Македонски. Съществувало е тогава разпространено поверие за това, че именно в Индия се намира изгубеният от човека Едем.
На преден план от този ландшафт, запечатал допотопния свят, Господ представя на Адам току-що „създадената“ Ева. Бог взема Ева за ръка и я води към току-що пробуждащия се от сън Адам, и сякаш той гледа на това създание със смесени чувства на удивление и очакване.
Тук е изобразена не сцена от изкушението или изгнанието на Адам и Ева от Рая (както в „Каруцата със сеното“), а тяхното съединение с Бог.
Самият Бог е по-малък, отколкото в другите картини, но е представен в образа на Христос, второто лице от Троицата и въплъщаващ „Словото Божие“.
Вляво на първия мъж и първата жена се намира Дървото на Доброто и Злото – палма, около която се е увила змия, символ на коварството, изкушението и греха. В средата на Извора на Живота се намира Дървото на Живота. В следващата част на триптиха се вижда луксът; за това се приема, че това е част на онова, което се очаква.
На пръв поглед това е обикновената Едемска градина, пълна със спокойствие и чистота, но ако се загледаме, този красив сценарий се пречупва. Животните се изправят едно срещу друго: един лъв поваля елен и го яде, странно двукрако същество бива преследвано от глиган. До езерото, долу вдясно на картината, това отново се появява: един леопард държи в уста мишка, една птица изяжда една жаба. Това са далечни сигнали в райския мир, обикновено означаващи опасност от грях.

### Градината на земните удоволствия -централен панел
Централната (най-голяма) част изобразява пръскащия се над човечеството грях; изобразени са гигантски птици, плодове и веселящи се голи хора.
- Всички човешки фигури на централната част на картината са голи, с изключение на Адам. Намира се в най-долния десен ъгъл. До него е Ева.
- От дясно на най-долното езеро, в лявата част на картината – мъж носи мида на гърба си, а в мидата са жена му и любовника ѝ.
- В най-долното езеро на преден план има едно цвете със стъклена сфера. В сферата са представени мъж и жена в момент на семейно щастие. Неслучайно точно те са представени е стъклена сфера, защото семейното щастие е много крехко и лесно може да се счупи.
- Има безброй много ярки червени плодове, пръснати из цялата картина, те са символ на сладострастието.

### Адът – дясно крило
Дясното крило изобразява Ада. Хората са подложени на разнообразни кошмарни изтезания, изяждани са от гигантски птици и подлагани на тормоз. Фигурира и всеки един от седемте смъртни гряха.
- На преден план заек дърпа своята плячка, привързана за краката, с изтичаща от корема ѝ кръв – това е един от най-любимите мотиви на Бош, но тук кръвта от корема не просто тече, а извира, сякаш под действието на барутен заряд. Жертвата става палач, плячката – ловец, и така най-добре се предава хаосът, царящ в Ада, където категорично са преобърнати нормалните взаимовръзки; Съществуващите в света, най-обичайни и безобидни предмети от ежедневния живот, израстват до чудовищни размери, превръщат се в гигантски оръдия на злото. Те може да се сравнят с исполинските ягоди и птици от централната част на триптиха.

- На замръзнало езеро на средния план, още един грешник неуверено балансира на огромна кънка, но тя го носи напред, където вече потъва погълнат от ледената вода друг грешник. Тези образи са навеяни от старинната нидерландска поговорка, смисълът на която прилича на „да балансираш на тънък лед“.

- Вдясно, Сатаната е изобразен като огромна птица, седяща на стол, която яде хора. Това е странно същество с птича глава и стомах от голям полупрозрачен балон. Тя поглъща грешници и след това техните тела се спускат в идеално издълбана кръгла яма. Тук е и скъперник, осъден вечно да освобождава стомаха си, като изпражненията му са от златни монети (наказание за алчните); а друг, вечно и без почивка повръща изядените от него лакомства (грехът на чревоугодничеството). Мотивът за демон или дявол, седящ на висок стол, е заимстван от текста „Видението на Тундал“;

- В долния десен ъгъл, в подножието на престола на Сатаната, редом с адския пламък, гола жена с жаба на гърдите е обхванатата в обятията на черен демон с магарешки уши. Лицето на жената се отразява в огледало (представено също като чудовище), прикрепено към задните части на друг, зелен демон. Такова е възмездието за тези, които се поддават на греховете на горделивите и суетните.

- Лицето, върху което е поставена табла с розова гайда, е предполагаем автопортрет на Бош.